# Grand prix Livres Hebdo des Bibliothèques
 (mars 2015).
Si vous disposez d'ouvrages ou d'articles de référence ou si vous connaissez des sites web de qualité traitant du thème abordé ici, merci de compléter l'article en donnant les références utiles à sa vérifiabilité et en les liant à la section « Notes et références ».
Le Grand Prix Livres Hebdo des Bibliothèques, fondé par le magazine professionnel Livres Hebdo, fait partie des évènements que le journal organise avec le Grand prix Livres Hebdo des Librairies et les Trophées de l'Édition. 
Il distingue chaque année depuis 2010 les établissements proposant des services particulièrement novateurs et efficaces pour prendre en compte la diversité des publics desservis et développer la fréquentation des bibliothèques.
Les bibliothèques sont récompensées, par cinq à six prix et un Grand prix remis après délibérations :
- le Prix de l'Innovation
- le Prix de l'Accueil
- le Prix de l'Espace intérieur
- le Prix de l'Animation
- le Grand Prix du jury, décerné à la bibliothèque qui répond le mieux aux différents critères que demandent les quatre Prix.
- le Prix coup de cœur du jury

Dès 2018, le Grand Prix Livres Hebdo des Bibliothèques ajoute de nouveaux prix :
- le Prix de la Petite Bibliothèque

- le Prix de la Bibliothèque Hors France
- le Prix du Service Innovant

Entre 2016 et 2019, le jury pouvait décerner le Prix de la diffusion scientifique.

## Historique
Conçu en 2010 pour mettre en valeur le travail des bibliothèques municipales et départementales françaises, le Grand Prix Livres Hebdo des Bibliothèques s’est adressé dès sa deuxième édition, en 2011, aux bibliothèques universitaires. En 2013, il s’est élargi aux bibliothèques de l’ensemble du monde francophone, pour accompagner les efforts de ces établissements qui sont aux avant-postes de la bataille pour la lecture.

## Règlement[4]
Toutes les bibliothèques publiques françaises et francophones peuvent concourir, par le biais de la présentation d’un dossier de candidature devant faire état d’initiatives originales pour aller à la rencontrer du public et inciter le plus de monde possible à fréquenter la bibliothèque.
Les initiatives présentées devront avoir été réalisées dans l’année du concours. Chaque dossier de candidature doit comporter le formulaire d’inscription dûment rempli (notamment disponible en ligne sur livreshebdo.fr), une lettre de candidature de 3000 signes maximum, et un choix de documents annexes (pas plus de 20), pouvant comprendre photos, liens URL vers vidéos, catalogues, témoignages, coupure de presse etc., mettant en valeur les initiatives de l’établissement pour chaque catégorie de prix.
Étant donné la diversité des bibliothèques susceptibles de concourir, le jury examinera chaque dossier en tenant compte des informations chiffrées fournies dans le formulaire d’inscription (surface, taille de l’équipe, nombre d’habitants desservis, horaires d’ouverture, etc.). Il se réserve la possibilité de venir vérifier sur place les éléments renseignés. Dans un premier temps, les membres du jury se réunissent pour délibérer. Dans un deuxième temps, ils se retrouvent pour couronner les lauréats lors d’une soirée de remise officielle des prix. Les membres du jury ne peuvent concourir.

## Palmarès

### 2010
1er Grand Prix Livres Hebdo des Bibliothèques, remis à la bibliothèque Mazarine à Paris.
- Grand prix : médiathèque André-Malraux (Béziers)
- Prix de l’Innovation : bibliothèque départementale de Seine-Maritime
- Prix de l’Accueil : médiathèque d’Agneaux
- Prix de l’Espace intérieur : médiathèque d’Anzin
- Prix de l’Animation : La médiathèque d’agglomération Pierre-Almaric (Albi)
- Le jury a également attribué un prix coup de cœur à la médiathèque Yves-Copens de Signy-l'Abbaye.

### 2011
2e Grand Prix Livres Hebdo des Bibliothèques, remis à la Bibliothèque de l'Hôtel de Ville à Paris.
- Grand prix : bibliothèque Louise-Michel (Paris)
- Prix de l’Innovation : BU Saint-Serge (Angers)[7]
- Prix de l’Accueil : L’Atelier (Condé-sur-Noireau)
- Prix de l’Espace intérieur : bibliothèque Marguerite-Duras (Paris)
- Prix de l’Animation : bibliothèque Roger-Gouhier (Noisy-le-Sec)

### 2012
3e Grand Prix Livres Hebdo des Bibliothèques, remis dans le hall des Globes de la BNF François-Mitterrand.
- Grand prix : bibliothèques municipales de la ville du Havre
- Prix de l’Innovation : BDP du Val-d'Oise
- Prix de l’Accueil : Le Bélieu, Mandeure
- Prix de l’Espace intérieur : La Clairière, Fougères
- Prix de l’Animation : Plaine Commune

### 2013
4e Grand Prix Livres Hebdo des Bibliothèques, remis à la Bibliothèque du Sénat.
- Grand prix : Réseau des bibliothèques de Saint-Quentin-en-Yvelines
- Prix de l’Innovation : L’Echo, médiathèque du Kremlin-Bicêtre
- Prix de l’Accueil : ludo-médiathèque de Fosses
- Prix de l’Espace intérieur : médiathèque du Marsan
- Prix de l’Animation : club des Irrésistibles des bibliothèques de Montréal
- Prix Coup de Coeur du Jury : médiathèque Phileas Fogg de Saint-Aubin du Pavail à Châteaugiron

### 2014
5e Grand Prix Livres Hebdo des Bibliothèques, remis à la Bibliothèque de la Cité de l'architecture et du patrimoine.
- Grand prix [11]: Aire-sur-l'Adour (un réseau de trois bibliothèques récentes dans une communauté d'agglomération largement rurale)
- Prix de l’Innovation : Réseau des médiathèques du Plateau de Saclay
- Prix de l’Accueil : Bibliothèque de Toulouse
- Prix de l’Espace intérieur : Médiathèque de Moulins Communauté
- Prix de l’Animation : Bibliothèque cantonale et universitaire de Lausanne
- Coup de cœur de la présidente du Jury, Amélie Nothomb : Marc Roger, lecteur professionnel pour ses interventions dans les bibliothèques et ses initiatives originales (nuits de la lecture, Tour de France en livres, à pied et à haute voix).

### 2015
6e Grand Prix Livres Hebdo des Bibliothèques, remis dans la grande salle de lecture de la Bibliothèque historique de la Ville de Paris.
- Grand prix : le Réseau des médiathèques de Plaine Commune (Seine-Saint-Denis)
- Prix de l'Innovation: Bibliothèque universitaire Pierre et Marie Curie (Paris)
- Prix de l'Accueil: Médiathèque Estaminet de Grenay (Pas-de-Calais)
- Prix de l'Espace intérieur: Médiathèque François Villon de Bourg-la-Reine (Hauts-de-Seine)
- Prix de l'Animation: Médiathèque de Saint Médard en Jalles (Gironde)

### 2016
7e Grand Prix Livres Hebdo des Bibliothèques, remis à la Bibliothèque universitaire des langues et civilisations.
- Grand prix : Réseau des bibliothèques municipales de Dunkerque (Nord)[16]
- Prix de l'Innovation : Médiathèque Entre Dore et Allier de Lezoux (Puy-de-Dôme)
- Prix de l'Accueil : L'Alpha, médiathèque du Grand Angoulême
- Prix de l'Espace intérieur : Bibliothèque Oscar-Niemeyer au Havre (Seine Maritime)
- Prix de l'Animation : Médiathèque François-Mitterrand d'Héricourt (Haute-Saône)
- Prix de la diffusion scientifique : Bibliothèque municipale Kateb-Yacine de Grenoble (Isère)
- Coups de cœur : Médiathèque de la Grand-Plage de Roubaix et Médiathèque du personnel et des malades de l’hôpital Raymond-Poincaré de Garches (Hauts-de-Seine)

### 2017
8e Grand Prix Livres Hebdo des Bibliothèques, remis à la Bibliothèque de l’INHA (Institut national d’histoire de l’art) et à la Bibliothèque nationale de France, sur le site Richelieu, à Paris.
- Grand prix : Lilliad, learning center de l'université de Lille (Nord)[18]
- Prix de l'Innovation numérique : Bibliothèque et Archives Canada, site Gatineau (Québec)
- Prix de l'Accueil : Médiathèque de Royère-de-Vassivière (Creuse)
- Prix de l'Espace intérieur : Médiathèque François-Mitterrand Les Capucins de Brest (Finistère)
- Prix de l'Animation : Bibliothèques municipales de Lyon (Rhône)
- Prix de la diffusion scientifique : Médiathèque de Saint-Nazaire (Loire-Atlantique)
- Coup de cœur : Médiathèque de Mouscron (Belgique)

### 2018
9e Grand Prix Livres Hebdo des Bibliothèques, remis à la Bibliothèque de l’Institut du Monde arabe, à Paris.
- Grand Prix : médiathèque du Sud Sauvage de Saint-Joseph (La Réunion)
- Prix de l'Innovation numérique : Médiathèque L’Odyssée de Lomme (Nord)
- Prix de l'Accueil : Médiathèque Pierre-Goy d’Annemasse (Haute-Savoie)
- Prix de l'Espace intérieur : Bibliothèque universitaire Hexagone de Luminy (Marseille)
- Prix de l'Animation :Médiathèque d’Auray (Bretagne)
- Prix de la Diffusion Scientifique : Réseau des médiathèques d’Est ensemble Grand Paris (Seine-Saint-Denis)
- Prix de la Petite Bibliothèque : Médiathèque Christiane-Doutart de Saint-Valery-en-Caux (Normandie)
- Prix de la Bibliothèque Hors France : médiathèque de l’Institut français de Madagascar
- Prix du Service Innovant : Bibliothèque Saint-Sever de Rouen (Nord)
- Coup de Coeur : Médiathèque Point-Virgule d’Eppe-Sauvage (Nord)

### 2019
10e Grand Prix Livres Hebdo des Bibliothèques, remis à la bibliothèque du Conservatoire national des Arts et Métiers (Cnam), à Paris.
- Grand Prix : Ludo-médiathèque communautaire d’Etrepagny (Normandie)
- Prix de l'Innovation numérique : Réseau de lecture publique de Provence Alpes Agglomération
- Prix de l'Accueil : Learning Centrer de la Burgundy school of business de Dijon
- Prix de l'Espace intérieur : Médiathèque intercommunale des Jardins de la culture de Riom
- Prix de l'Animation : Médiathèque-Estaminet de Grenay
- Prix de la Diffusion Scientifique : Réseau des médiathèques de Cœur d'Essonne Agglomération
- Prix de la Petite Bibliothèque : Ludo-médiathèque de Bordères et Lamensans
- Prix de la Bibliothèque Hors France : Médiathèque de l'Institut français de Timisoara (Roumanie)
- Prix du Service Innovant : Médiathèques de Valence Romans Agglo
- Coup de Coeur "Anti-Prix" : l’antimanuel de la lecture publique réalisé par Wamabi, le réseau des bibliothèques de Waimes et Malmedy (Région wallonne, Belgique)

### 2020
11e Grand Prix Livres Hebdo des Bibliothèques, remis au Carré des Feuillants à Paris.
- Grand Prix : Médiathèque du Perreux-sur-Marne (Ile-de-France)
- Prix de l'Innovation numérique: Bibliothèque multimédia intercommunale d’Épinal (Grand Est)
- Prix de l'Accueil: Médiathèque de l'INSA de Rouen (Normandie)
- Prix de l'Espace intérieur: La Ruche à Briançon (Provence-Alpes-Côte-dAzur)
- Prix de l'Animation: Réseau des médiathèques de la Vallée de la Scarpe (Hauts-de-France)
- Prix de la Petite Bibliothèque: La Coop' à Lorrez-le-Bocage (Ile-de-France)
- Prix de la Bibliothèque Hors de France: Médiathèque de l'Alliance Française de Lima (Pérou, Amérique latine)
- Prix du Service Innovant: Bibliothèque départementale de la Manche à Saint-Lô (Normandie)
- Prix du Coup de cœur du jury: La Pergola à Epernon (Centre-Val-de-Loire)

### 2021
12e Grand Prix Livres Hebdo des Bibliothèques, remis à la Bibliothèque Sainte-Geneviève à Paris.
- Grand Prix : Bibliothèque L'Echappée (Rhône-Alpes)
- Prix de l'Innovation numérique : Médiathèque de Languidic (Morbihan, Bretagne)
- Prix de l'Accueil : Bibliothèque universitaire d’Angers (Maine-et-Loire, Pays de la Loire)
- Prix de l'Espace intérieur : Bibliothèque du Palais - Université Jean Moulin Lyon 3 (Rhone, Auvergne-Rhône-Alpes)
- Prix de l'Animation : Médiathèque de Moulins communauté (Allier, Auvergne-Rhône-Alpes)
- Prix de la Petite Bibliothèque : Médiathèque Fontaine-Étoupefour (Calvados, Normandie)
- Prix de la Bibliothèque Hors-de-France : Bibliothèque de Brossard Georgette-Lepage (Montérégie, Canada)
- Prix du Service Innovant : Bibliothèque départementale de la Meuse (Grand Est)
- Prix du Coup de cœur du jury : Médiathèque de la Canopée-la fontaine (Paris)

### 2022
13e Grand Prix Livres Hebdo des Bibliothèques, remis à la Maison de l'Amérique Latine.
- Grand Prix : Bibliothèque Sciences Po (Lille)
- Prix de l'Innovation numérique : La Chouette (Guichen, Bretagne)
- Prix de l'Accueil : Réseau de lecture publique de Clermont Auvergne Métropole
- Prix de l'Espace intérieur : L'Antipode (Rennes)
- Prix de l'Animation : Médiathèque Sidonie-Gabrielle Colette (Valbonne Sophia Antipolis, Provence-Alpes-Côte d'Azur)
- Prix de la Petite Bibliothèque : L'Arc-en-Ciel (Landujan, Bretagne)
- Prix de la Bibliothèque Hors-de-France : Médiathèque de l’Alliance Française de Singapour
- Prix du Service innovant : Bibliothèque Abbé-Grégoire (Blois, Centre–Val-de-Loire)
- Prix du Coup de cœur du jury : Bibliothèque de Saint-Bruno-de-Montarville (Canada)

## Liste des jurys

### 2010
Présidé par Anna Gavalda, le premier jury du Grand Prix Livres Hebdo des Bibliothèques était composé de : 
- Isabelle Diu, directrice de la bibliothèque de l’École des Chartres
- Yves Alix, directeur du département de l’information bibliographique et numérique de la BNF
- Gérard Reussink, directeur de la bibliothèque de Rotterdam (Pays-Bas)
- Jean Delas, directeur général de L'École des loisirs
- Michel Bazin, responsable de la librairie Lucioles à Vienne
- Claude Poissenot, sociologue, Université de Nancy
- Christine Ferrand, rédactrice en chef de Livres Hebdo
- Laurence Santantonios, chef de la rubrique Bibliothèques à Livres Hebdo

### 2011
Présidé par Zep, le jury 2011 était composé de : 
- Evelyne Didier, directrice de la médiathèque André Malraux de Béziers (lauréate 2010)
- Patrick Bazin, directeur de la bibliothèque publique d’information (BPI) du centre Georges Pompidou
- Sergio Dogliani, directeur général d’Idea Stores (Londres)
- Françoise Nyssen, PDG des éditions Actes Sud
- Colette Kerber, responsable de la librairie Les Cahiers de Colette
- Claude Poissenot, sociologue, Université de Nancy
- Christine Ferrand, rédactrice en chef de Livres Hebdo
- Laurence Santantonios, chef de la rubrique Bibliothèques à Livres Hebdo

### 2012
Présidé par Erik Orsenna, le jury 2012 était composé de : 
- Blandine Aurenche, directrice de la bibliothèque Louise-Michel (lauréate 2011)
- Gilles Gudin de Vallerin, directeur des médiathèques de Montpellier Agglomération
- Abderrahim Ameur, directeur de la médiathèque de la Mosquée Hassan II, Casablanca
- Laurent Beccaria, éditions Les Arènes / XXI / 6 mois
- Dominique Fredji, librairie Le Failler, Rennes
- Claude Poissenot, sociologue, Université de Nancy
- Christine Ferrand, rédactrice en chef de Livres Hebdo
- Laurence Santantonios, chef de la rubrique Bibliothèques à Livres Hebdo

### 2013
Présidé par Dany Laferrière, le jury 2013 était composé de : 
- Dominique Lahary, directeur adjoint de la bibliothèque départementale du Val-d’Oise
- Françoise Legendre, directrice des bibliothèques municipales du Havre (lauréates 2012)
- Françoise Dury, directrice de la bibliothèque centrale et itinérante de Namur, présidente de l’Association professionnelle des bibliothécaires-documentalistes (APBD)
- Olivier Bétourné, P-DG des éditions du Seuil
- Sylviane Friederick, directrice de La Librairie (Morges, Suisse) et président de l’ALIF
- Claude Poissenot, sociologue, Université de Nancy
- Christine Ferrand, rédactrice en chef de Livres Hebdo
- Laurence Santantonios, chef de la rubrique Bibliothèques à Livres Hebdo

### 2014
Présidé par Amélie Nothomb, le jury 2014 était composé de : 
- Gilles Eboli, directeur du réseau des Bibliothèques municipales de Lyon
- Isabelle Kratz, directrice de la Bibliothèque de l’EPFL, Lausanne
- Véronique Leport, directrice du réseau des bibliothèques de Saint-Quentin-en-Yvelines, lauréat 2013
- Sophie de Closets, P-DG des éditions Fayard
- Régis Delcourt, directeur de la librairie Point Virgule (Namur, Belgique) et président de l’association des libraires belges francophone
- Claude Poissenot, sociologue[28], Université de Lorraine
- Christine Ferrand, rédactrice en chef de Livres Hebdo
- Véronique Heurtematte, chef de la rubrique Bibliothèque à Livres Hebdo

### 2015
Présidé par David Foenkinos, Prix Renaudot 2014, le jury 2015 est composé de : 
- Laurent Pagès, directeur du réseau des médiathèques communautaires d'Aire-sur-l'Adour (lauréat 2014)
- Gilles Gudin de Vallerin, directeur du réseau des médiathèques de Montpellier Métropole
- Assumpta Bailac Puigdellivol, directrice des Bibliothèques de Barcelone
- Hélène Wadowski, responsable jeunesse de Flammarion et présidente du groupe Jeunesse du SNE
- Pascal Vandenberghe, P-DG des librairies Payot (Suisse)
- Claude Poissenot, sociologue à l'Université de Nancy
- Véronique Heurtematte, chef de rubrique Bibliothèque à Livres Hebdo
- Fabrice Piault, ancien rédacteur en chef de Livres Hebdo

### 2016
Présidé par Claude Ponti, le jury 2016 est composé de :
- Dominique Deschamps, directrice du réseau des médiathèques de Plaine Commune, lauréat 2015
- Pierre-Yves Cachard, directeur de la Bibliothèque universitaire du Havre
- Damian Elsig, directeur de la médiathèque Valais en Suisse
- Cécile Boyer-Runge, P-DG des éditions Robert Laffont
- Samuel Chauveau, directeur de la librairie Bulle au Mans
- Claude Poissenot, sociologue à l'Université de Nancy
- Véronique Heurtematte , chef de rubrique Bibliothèque à Livres Hebdo
- Fabrice Piault, ancien rédacteur en chef de Livres Hebdo

### 2017
Présidé par Maylis de Kerangal, le jury 2017 est composé de : 
- Amaël Dumoulin, directrice du réseau des bibliothèques de Dunkerque (lauréat 2016)
- Alain Duperrier, directeur de la bibliothèque départementale de Gironde
- Barbara Lison, directrice de la bibliothèque municipale de Brême et présidente fédérale de l’Association des bibliothécaires allemands
- Gauthier van Meerbeeck, directeur éditorial des éditions du Lombard
- Claude Poissenot, sociologue à l'Université de Nancy
- Véronique Heurtematte, chef de rubrique Bibliothèque à Livres Hebdo
- Fabrice Piault, ancien rédacteur en chef de Livres Hebdo

### 2018
Présidé par Philippe Jaenada, le jury 2018 est composé de : 
- Julien Roche, directeur de Lilliad-learning center Innovation de l’université de Lille, lauréat du Grand prix 2017
- Anna Marcuzzi, directrice des médiathèques de la ville et de l’Eurométropole de Strasbourg
- Réjean Savard, professeur honoraire de l’école de bibliothéconomie et des sciences de l’information de l’Université de Montréal
- Stéphanie Chevrier, P-DG de La Découverte
- Claude Poissenot, sociologue à l'Université de Nancy
- Véronique Heurtematte, chef de rubrique Bibliothèque à Livres Hebdo
- Fabrice Piault, ancien rédacteur en chef de Livres Hebdo

### 2019
Présidé par Dominique de Saint-Mars, le jury 2019 est composé de : 
- Jean-Fred Figuin, directeur de la médiathèque du Sud sauvage de Saint-Joseph à la Réunion (lauréate du Grand Prix 2018)
- Michèle Fitamant, directrice de la médiathèque départementale du Finistère
- Marie-Christine Doffey, directrice de la Bibliothèque nationale Suisse
- Frédéric Lavabre, directeur général des éditions Sarbacane
- Martine Lebeau, gérante de la Scop librairie Les Volcans
- Claude Poissenot, sociologue à l'Université de Nancy
- Véronique Heurtematte, chef de rubrique Bibliothèque à Livres Hebdo
- Fabrice Piault, ancien rédacteur en chef de Livres Hebdo

### 2020[30]
Présidé par Eric Reinhardt, le jury 2020 est composé de :
- Géraldine Lefèvre, Directrice de la lecture publique de la Mediathèque d’Etrepagny (lauréate du Grand prix 2019)
- Christophe Péralès, Directeur de la Bibliothèque universitaire des Grands Moulins
- Marwa El Sahn, Directrice du Centre d’activité francophones de la Bibliothèque Alexandrina en Egypte
- Alexandra Caclard, Directrice adjointe de la librairie l’Armitière à Rouen
- Laure Leroy, Directrice générale des éditions Zulma
- Claude Poissenot, Sociologue et Maître de conférences de l’Université de Lorraine

### 2021[31]
Présidé par Catherine Meurisse, le jury 2021 est composé de : 
- David Aymonin, directeur de l’Agence bibliographique de l'enseignement supérieur (Abes)
- Alain Derey, directeur général des librairies Sauramps (Montpellier)
- Laurence Faron, directrice des Editions Talents hauts
- Alexandre Massipe, directeur de la médiathèque du Perreux-sur-Marne, lauréate du Grand prix 2020
- Claude Poissenot, sociologue et maître de conférence à l’Université de Lorraine
- Carine Remmery, directrice des bibliothèques de Mouscron (Belgique)
- Fabrice Piault, ancien rédacteur en chef de Livres Hebdo
- Anne-Laure Walter, rédactrice en chef adjointe à Livres Hebdo
- Fanny Guyomard, journaliste à Livres Hebdo

### 2022[32]
Présidé par Hervé Le Tellier, prix Goncourt 2020, le jury 2022 est composé de :
- Suzanne Payette, directrice de la médiathèque Georgette-Lepage (Brossard, Canada)
- Céline Cadieu-Dumont, directrice de la médiathèque départementale du Rhône
- Olivier L'Hostis, directeur de la librairie L'Esperlu&e (Chartres)
- Claude Poissenot, sociologue et maître de conférence à l'université de Lorraine
- Cécile Dérioz, directrice de l'Échappée à Rillieux-la-Pape (Grand prix 2021)
- Sofia Bengana, directrice des Éditions Presses de la Cité
- Fabrice Piault, ancien rédacteur en chef de Livres Hebdo
- Fanny Guyomard, journaliste à Livres Hebdo